# Beloved Antichrist
Beloved Antichrist šesnaesti je studijski i prvi trostruki album švedskog sastava Therion. Diskografska kuća Nuclear Blast objavila ga je 9. veljače 2018.

## O albumu
Na uratku se nalazi glazba za rock-operu čiju je glazbu skladao vođa skupine Christofer Johnsson u suradnji s Thomasom Vikströmom, njegovom kćeri Linnéom i Christianom Vidalom, a čiji je libreto napisao Per Albinsson. Na pjesmama se uz članove sastava pojavljuje i zbor. Premda je skupina namjeravala uprizoriti pjesme s uratka, te je planove privremeno obustavila zbog pandemije koronavirusa i umjesto toga počela je pisati pjesme za naknadni album Leviathan.
Prvi je uradak skupine koji sadrži originalne skladbe od albuma Sitra Ahra iz 2010. Johnsson je 15 godina želio napisati operu, no naposljetku je odlučio povezati „metal/rock-glazbu s operom” jer nije mogao napisati „dosadne stvari” kao što su recitativi. Zato je na albumu prisutno samo operno pjevanje uz orkestar i električna glazbala tipična za rock-sastave.
Sadrži ukupno 46 skladbi te je nadahnut pričom Kratka priča o Antikristu Vladimira Solovjova. U Therionovoj inačici priče nalazi se 27 likova, a uloge igra 15 pjevača.

## Popis pjesama
Sve je tekstove napisao Per Albinsson.
| Prvi disk (Prvi čin) | Prvi disk (Prvi čin)         | Prvi disk (Prvi čin)  | Prvi disk (Prvi čin) | Prvi disk (Prvi čin) | Prvi disk (Prvi čin) | Prvi disk (Prvi čin) | Prvi disk (Prvi čin) | Prvi disk (Prvi čin) | Prvi disk (Prvi čin) |
| Br.                  | Skladba                      | Skladatelj            | Trajanje             |                      |                      |                      |                      |                      |                      |
| -------------------- | ---------------------------- | --------------------- | -------------------- | -------------------- | -------------------- | -------------------- | -------------------- | -------------------- | -------------------- |
| 1.                   | »Turn from Heaven«           | Christofer Johnsson   | 3:06                 |                      |                      |                      |                      |                      |                      |
| 2.                   | »Where Will You Go?«         | Johnsson              | 2:15                 |                      |                      |                      |                      |                      |                      |
| 3.                   | »Through Dust, Through Rain« | Christian Vidal       | 5:01                 |                      |                      |                      |                      |                      |                      |
| 4.                   | »Signs Are Here«             | Johnsson              | 4:21                 |                      |                      |                      |                      |                      |                      |
| 5.                   | »Never Again«                | Johnsson              | 2:20                 |                      |                      |                      |                      |                      |                      |
| 6.                   | »Bring Her Home«             | Johnsson              | 3:59                 |                      |                      |                      |                      |                      |                      |
| 7.                   | »The Solid Black Beyond«     | Thomas Vikström       | 3:47                 |                      |                      |                      |                      |                      |                      |
| 8.                   | »The Crowning of Splendour«  | Johnsson              | 3:34                 |                      |                      |                      |                      |                      |                      |
| 9.                   | »Morning Has Broken«         | Johnsson              | 6:39                 |                      |                      |                      |                      |                      |                      |
| 10.                  | »Garden of Peace«            | T. Vikström           | 3:25                 |                      |                      |                      |                      |                      |                      |
| 11.                  | »Our Destiny«                | T. Vikström, Johnsson | 2:41                 |                      |                      |                      |                      |                      |                      |
| 12.                  | »Anthem«                     | Johnsson              | 4:18                 |                      |                      |                      |                      |                      |                      |
| 13.                  | »The Palace Ball«            | Linnéa Vikström       | 5:20                 |                      |                      |                      |                      |                      |                      |
| 14.                  | »Jewels from Afar«           | Johnsson              | 4:22                 |                      |                      |                      |                      |                      |                      |
| 15.                  | »Hail Caesar!«               | Johnsson              | 5:10                 |                      |                      |                      |                      |                      |                      |
| 16.                  | »What Is Wrong?«             | Johnsson              | 2:07                 |                      |                      |                      |                      |                      |                      |
| 17.                  | »Nothing but My Name«        | Johnsson              | 3:02                 |                      |                      |                      |                      |                      |                      |
| 65:27                |                              |                       |                      |                      |                      |                      |                      |                      |                      |

| Drugi disk (Drugi čin) | Drugi disk (Drugi čin)      | Drugi disk (Drugi čin) | Drugi disk (Drugi čin) | Drugi disk (Drugi čin) | Drugi disk (Drugi čin) | Drugi disk (Drugi čin) | Drugi disk (Drugi čin) | Drugi disk (Drugi čin) | Drugi disk (Drugi čin) |
| Br.                    | Skladba                     | Skladatelj             | Trajanje               |                        |                        |                        |                        |                        |                        |
| ---------------------- | --------------------------- | ---------------------- | ---------------------- | ---------------------- | ---------------------- | ---------------------- | ---------------------- | ---------------------- | ---------------------- |
| 1.                     | »The Arrival of Apollonius« | Johnsson               | 5:06                   |                        |                        |                        |                        |                        |                        |
| 2.                     | »Pledging Loyalty«          | L. Vikström            | 2:56                   |                        |                        |                        |                        |                        |                        |
| 3.                     | »Night Reborn«              | Johnsson               | 3:57                   |                        |                        |                        |                        |                        |                        |
| 4.                     | »Dagger of God«             | Johnsson               | 3:32                   |                        |                        |                        |                        |                        |                        |
| 5.                     | »Temple of New Jerusalem«   | Johnsson               | 4:01                   |                        |                        |                        |                        |                        |                        |
| 6.                     | »The Lions Roar«            | T. Vikström            | 3:43                   |                        |                        |                        |                        |                        |                        |
| 7.                     | »Bringing the Gospel«       | Vidal                  | 4:44                   |                        |                        |                        |                        |                        |                        |
| 8.                     | »Laudate Dominum«           | Johnsson               | 5:00                   |                        |                        |                        |                        |                        |                        |
| 9.                     | »Remaining Silent«          | Johnsson               | 2:56                   |                        |                        |                        |                        |                        |                        |
| 10.                    | »Behold Antichrist!«        | Johnsson               | 4:40                   |                        |                        |                        |                        |                        |                        |
| 11.                    | »Cursed Be the Fallen«      | Johnsson               | 2:00                   |                        |                        |                        |                        |                        |                        |
| 12.                    | »Resurrection«              | Johnsson               | 3:41                   |                        |                        |                        |                        |                        |                        |
| 13.                    | »To Where I Weep«           | Johnsson               | 5:57                   |                        |                        |                        |                        |                        |                        |
| 14.                    | »Astral Sophia«             | Johnsson               | 5:42                   |                        |                        |                        |                        |                        |                        |
| 15.                    | »Thy Will Be Done!«         | Johnsson               | 4:37                   |                        |                        |                        |                        |                        |                        |
| 62:32                  |                             |                        |                        |                        |                        |                        |                        |                        |                        |

| Treći disk (Treći čin) | Treći disk (Treći čin)                    | Treći disk (Treći čin) | Treći disk (Treći čin) | Treći disk (Treći čin) | Treći disk (Treći čin) | Treći disk (Treći čin) | Treći disk (Treći čin) | Treći disk (Treći čin) | Treći disk (Treći čin) |
| Br.                    | Skladba                                   | Skladatelj             | Trajanje               |                        |                        |                        |                        |                        |                        |
| ---------------------- | ----------------------------------------- | ---------------------- | ---------------------- | ---------------------- | ---------------------- | ---------------------- | ---------------------- | ---------------------- | ---------------------- |
| 1.                     | »Shoot Them Down!«                        | Johnsson               | 3:49                   |                        |                        |                        |                        |                        |                        |
| 2.                     | »Beneath the Starry Skies«                | Johnsson               | 4:26                   |                        |                        |                        |                        |                        |                        |
| 3.                     | »Forgive Me«                              | Johnsson               | 9:41                   |                        |                        |                        |                        |                        |                        |
| 4.                     | »The Wasteland of My Heart«               | Johnsson               | 3:24                   |                        |                        |                        |                        |                        |                        |
| 5.                     | »Burning the Palace«                      | Johnsson               | 8:22                   |                        |                        |                        |                        |                        |                        |
| 6.                     | »Prelude to War« (instrumentalna skladba) | Johnsson               | 0:38                   |                        |                        |                        |                        |                        |                        |
| 7.                     | »Day of Wrath«                            | Johnsson               | 4:13                   |                        |                        |                        |                        |                        |                        |
| 8.                     | »Rise to War«                             | Johnsson               | 3:47                   |                        |                        |                        |                        |                        |                        |
| 9.                     | »Time Has Come / Final Battle«            | Johnsson, Vidal        | 2:56                   |                        |                        |                        |                        |                        |                        |
| 10.                    | »My Voyage Carries On«                    | Johnsson               | 3:52                   |                        |                        |                        |                        |                        |                        |
| 11.                    | »Striking Darkness«                       | Johnsson               | 2:04                   |                        |                        |                        |                        |                        |                        |
| 12.                    | »Seeds of Time«                           | Vidal                  | 1:38                   |                        |                        |                        |                        |                        |                        |
| 13.                    | »To Shine Forever«                        | Johnsson               | 2:06                   |                        |                        |                        |                        |                        |                        |
| 14.                    | »Theme of Antichrist«                     | T. Vikström            | 3:31                   |                        |                        |                        |                        |                        |                        |
| 54:27                  |                                           |                        |                        |                        |                        |                        |                        |                        |                        |

## Recenzije
| Recenzije    | Recenzije |
| Izvor        | Ocjena    |
| ------------ | --------- |
| AllMusic     | [ 6 ]     |
| BraveWords   | 8/10      |
| Metal Hammer | [ 8 ]     |
| Muzika.hr    | [ 9 ]     |
| Sputnikmusic | 3,5/5     |

Dobio je pozitivne kritike. Thom Jurek dao mu je četiri i pol zvjezdice od njih pet nazvavši ga „izmarajućim, očaravajućim i golemim čudom”. Dodao je da se likovi odlikuju „sofisticiranošću i dubinom” te je zaključio da je rock-opera „majstorski oblikovana, glazbeno maštovita i dramatična alegorija”. Osvrnuvši se na uradak u recenziji za BraveWords, Mark Gromen dao mu je osam bodova od njih deset napisavši da je to „[d]ivovsko, revolucionarno i ekskluzivno” djelo.
Pišući za Metal Hammer, Malcolm Dome izjavio je da je to „golem, ambiciozan i pompozan” uradak te da je riječ o „djelu ljepote i straha koje pristaje priči s kojom je povezano”. Dao mu je četiri zvjezdice od njih pet. Sputnikmusicov recenzent dao mu je tri i pol boda od njih pet izjavivši da „nema pamtljivih dionica i rifova, ali lako je uroniti u filmsku prirodu [uratka], a diljem njega raštrkane su predivne melodije”. Zaključio je da, „bez obzira na to što djeluje pretjerano, unosi svježinu u truleći svijet suvremena simfonijskog metala”.
Tomislav Stanić dao mu je tri boda od njih pet u recenziji za Muzika.hr. Napisao je da mu je „[p]rodukcija [...] vrhunska, aranžman savršen, ali [da] cjelokupnim dojmom odstupa od onoga što je Therion pokazao prije ovog albuma”. Zaključio je da „bi album možda bolje uspio da su se od sva tri dijela uzele najefikasnije i najposebnije skladbe i stavile u jedan, ali vrijedan i dragocjen album predragocjenoga benda”. David West u osvrtu za časopis Prog napisao je da se pjevači „jako drže tehnike i trude se savršeno pogoditi svaku notu, ali zato katkad zvuče ukočeno i formalno”, da usprkos brojnim pjevačima „nema mnogo varijacije u tonu” i da se „ispod ekscesa nalazi čvrst album, ali Johnsson očito živi od ekscesa”.

## Zasluge
| Therion - Thomas Vikström – vokal (kao Seth Thanos); aranžman (pjesama „The Solid Black Beyond” i „The Lions Roar”) - Lori Lewis – vokal (kao Helena) - Christofer Johnsson – gitara, baritonska gitara, klavijatura, programiranje; aranžmani (svih pjesama osim „Through Dust, Through Rain”, „The Palace Ball”, „Pledging Loyalty” i „Bringing the Gospel”); tonska obrada vokalnih dionica, gitara, bas-gitare i klavijatura, obrada zvuka - Christian Vidal – gitara, električna gitara s dvanaest žica; aranžmani (pjesama „Through Dust, Through Rain”, „Bringing the Gospel” i „Seeds of Time”) - Nalle Påhlsson – bas-gitara, gitara, baritonska gitara, akustična gitara - Johan Kullberg – bubnjevi Dodatni glazbenici - Chiara Malvestiti – vokal (kao Johanna) - Marcus Jupither – vokal (kao Apollonius) - Erik Rosenius – vokal (kao Sotona) - Melissa Ferlaak – vokal (kao Sophia) - Ulrika Skarby – vokal (kao Agnes) - Lydia Kjellberg – vokal (kao Mare) - Samuel Jarrick – vokal (kao Papa Pete II., glasač i jedan od triju demona) - Linus Flogell – vokal (kao Profesor Pauli i jedan od triju demona) - Kaj Hagstrand – vokal (kao predsjednik USE-a, vođa graditelja i vojnik) - Matilda Wahlund – vokal (kao predsjednikova supruga, Lydia i glasačica) - Karin Fjellander – vokal (kao glasnik i anđeo) - Mikael Schmidberger – vokal (kao svećenik, demon, sluga i jedan od triju demona) - Linnéa Vikström – vokal (kao sluškinja i kongresnica); aranžmani (pjesama „The Palace Ball” i „Pledging Loyalty”); tonska obrada vokalnih dionica - Sami Karppinen – bubnjevi (na pjesmama „Hail Caesar!” i „What Is Wrong?”); tonska obrada bubnjeva - Peter Ljung – glasovir, Hammondove orgulje - Micke Nord – slide-gitara (na pjesmama „Our Destiny” i „Dagger of God”) | Zbor - Anastasia Dreyer – zborski vokal (sopran) - Anna Belova – zborski vokal (sopran) - Ekaterina Šamina – zborski vokal (sopran) - Ljudmila Mihajlova – zborski vokal (sopran) - Marija Čekrkčeva – zborski vokal (alt) - Anastasia Poljanina – zborski vokal (alt) - Darja Mihajlova – zborski vokal (alt) - Ksenija Krasikova – zborski vokal (alt) - Mihail Nor – zborski vokal (tenor) - Danil Jurilov – zborski vokal (tenor) - Artemij Menšikov – zborski vokal (tenor) - Nikita Mihajlov – zborski vokal (tenor) - Gleb Kardasevič – zborski vokal (bas) - Dmitrij Volkov – zborski vokal (bas) - Mihail Jurkus – zborski vokal (bas) - Grigorij Pjankov – zborski vokal (bas) Ostalo osoblje - Fabio Amurri – dodatni orkestralni aranžmani - Taras Jasenkov – zborski dirigent - Lennart Östlund – tonska obrada bubnjeva i vokalnih dionica - Janne Hansson – tonska obrada glasovira, akustične gitare i Hammondovih orgulja - Sergej Naumenko – tonska obrada zborskih vokalnih dionica - Lars Nissen – miksanje - Jørgen Knub – mastering - Thomas Ewerhard – ilustracije, dizajn |

## Ljestvice
| Ljestvica           | Najviša pozicija |
| ------------------- | ---------------- |
| Austrija            | 46.              |
| Belgija (Flandrija) | 64.              |
| Belgija (Valonija)  | 161.             |
| Francuska           | 125.             |
| Mađarska            | 34.              |
| Nizozemska          | 99.              |
| Njemačka            | 25.              |
| Španjolska          | 56.              |
| Švicarska           | 18.              |